# ニフティ・セシール
ニフティ・セシール株式会社（英語: NIFTY CECILE Co., Ltd.）は、ニフティの連結子会社で、同社の通販事業を統括する持株会社（中間持株会社）である。

## 概要
2021年3月1日をもってフジサンケイグループのディノス・セシール（現・DINOS CORPORATION）のセシール事業をニフティが譲受するのに伴い、ニフティの通販事業を統括する目的で設立された。同時に、株式会社セシール（二代目法人、2020年12月1日設立）とその関連会社を当社傘下に集約している。

## グループ会社
- 株式会社セシール
- 株式会社セシールコミュニケーションズ